# Sean Yates

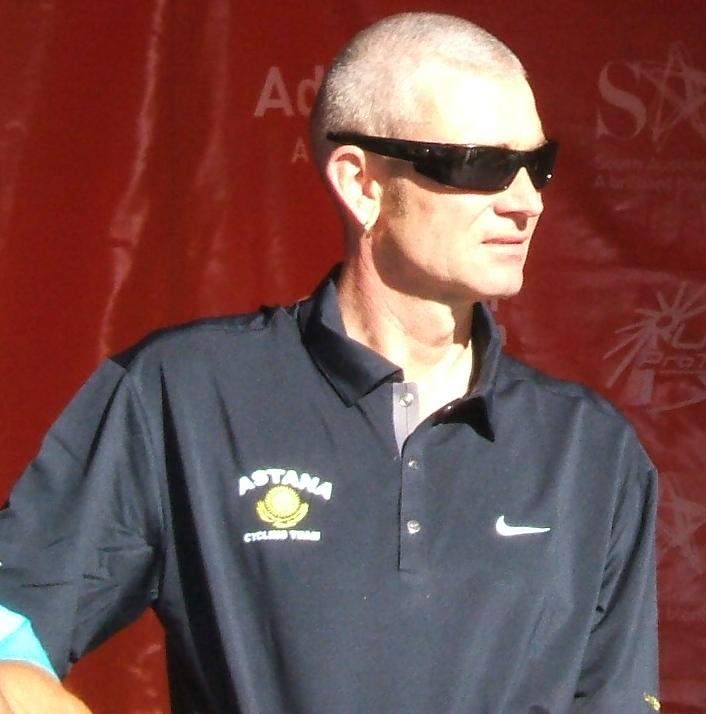
Sean Yates, 2009

Sean Yates (* 18. Mai 1960 in Ewell) ist ein ehemaliger britischer Radrennfahrer und Sportlicher Leiter.

## Radsport-Karriere
1980 startete Sean Yates bei den Olympischen Sommerspielen in Moskau auf der Bahn: In der Mannschaftsverfolgung belegte er Platz sieben (mit Tony Doyle, Malcolm Elliott und Glen Mitchell) und in der Einerverfolgung Platz sieben. Im Circuit Cycliste Sarthe 1982 gewann er das Einzelzeitfahren.
1982 trat Yates zu den Profis über, im selben Jahr wurde er Britischer Vize-Meister im Straßenrennen sowie nationaler Meister in der Einerverfolgung. Den Titel in der Einerverfolgung konnte er 1983 erfolgreich verteidigen. In den 15 Jahren seiner Profi-Laufbahn war er hauptsächlich als Domestike aktiv, konnte jedoch auch Siege vorweisen. So gewann er 1989 die Belgien-Rundfahrt sowie den Grand Prix Eddy Merckx. Er startete zwölfmal bei der Tour de France. Seine beste Platzierung war Rang 45. Bei der Tour 1988 gewann er die sechste Etappe und 1994 trug er für einen Tag das Gelbe Trikot. 1992 wurde er Britischer Meister im Straßenrennen; 1994 gewann er das US-amerikanische Straßenrennen Commerce Bank International Championship.
1996 trat Sean Yates vom aktiven Radsport zurück und wurde Manager des „Linda McCartney Racing Teams“. 2001, nach dem Ende dieses Teams, ging er zum australischen Team „itTeamNova“, anschließend wechselte er nach wenigen Monaten zum Team CSC-Tiscali und 2005 zu Discovery auf Einladung von Lance Armstrong. 2008 managte er das Team Astana. 2009 wurde er Sportlicher Leiter des Teams Sky ProCycling und schied Ende 2012 aus dieser Position wegen „persönlichen Gründen“ aus. Die Teamleitung erklärte, dass kein Zusammenhang zur Dopingaffäre seines ehemaligen Teamkollegen und Schützlings Lance Armstrong bestünde.
Als „Veteran“ fährt Sean Yates trotz Herzproblemen weiter erfolgreich Rennen; so wurde er mehrfach Britischer Meister im 50-Meilen-Zeitfahren. Außerdem spielt er als Torwart Fußball in einer Hobbymannschaft.

## Ehrungen
2009 wurde Sean Yates in die British Cycling Hall of Fame aufgenommen.